# La Turona
La Turona és una muntanya de 244 metres que es troba al municipi de la Roca del Vallès, a la comarca del Vallès Oriental.